# Stream from the Heavens
Albums de Thergothon
Ftaghn nagh Yog-Sothoth
(1991)
Stream from the Heavens est le seul album studio du groupe de doom metal finlandais Thergothon, sorti en 1994 chez le label italien Avantgarde Music. Il reste l'album le plus culte du funeral doom, un sous-genre du doom metal que le groupe a créé avec sa démo Ftaghn nagh Yog-Sothoth, sorti en 1991. 
Les textes sont influencés par les histoires de H.P. Lovecraft et évoquent des images vagues et insaisissables : mondes inhabités, tours solitaires, gardiens qui veillent sur quelque chose d'inconnu, visions mystiques. Il n'y a aucune référence à des faits concrets ou à des émotions personnelles. Néanmoins, les mélodies et les ambiances sont souvent mélancoliques et nostalgiques, sombres et angoissées. Thergothon se sépare un an avant la sortie de l'album.
L'album est réédité en CD en 1999 et ensuite en vinyle par le label belge Paniac en 2004. Cette réédition était limitée à 500 exemplaires.

## Historique
Selon les notes de doublure, le groupe a commencé à composer les morceaux entre 1990 et la fin des enregistrements. Ils ont eu lieu d'octobre à novembre 1992, durant lequel le groupe était accompagné de l'ingénieur Markus Patrikainen. Dans une interview, le chanteur et claviériste Niko Sirkiä déclare qu'il a écrit les textes uniquement basés sur la légende de Cthulhu.
Après avoir enregistré la démo Fhtagn nagh Yog-Sothoth, le groupe commence à retravailler sur deux morceaux de cette démo et à enregistrer deux autres pendant l'automne 1992. Le son de l'album est caractérise par des influences non-metal tels que le rock gothique, le dark ambient et le rock progressif et, par rapport à Fhtagn nagh Yog-Sothoth, une lenteur poussé à l'extrême, une impression confirmé par Sirkiä, qui, interrogé sur les influences de Thergothon qui ont conduit au son de l'album, nomme les inspirations suivantes :

« Probablement les Doors et Black Sabbath. Ou les groupes de punk gothique qui nous passionnaient à l'époque, ou Pink Floyd. C'est ce qui nous a inspiré, pas les millions de groupes de death metal qui existaient. »

En plus de Paradise Lost et Cathedral, Sirkiä fait quant à lui référence à des pionniers de leur propre développement, mais les musiciens ne sont pas allés assez loin, surtout avec la réduction du tempo. Rétrospectivement, cependant, plus importante que l'influence musicale lui a semblé être la recherche de moyens d'exprimer l'un des miens considéré comme universel comme une peur existentielle à la fin de l'adolescence. Il décrit la musique comme « un moyen approprié d'exprimer et d'expulser les émotions négatives que [les membres du groupe] ont vécues ». Les textes font également constamment référence à H.P. Lovecraft. Cependant, Sirkiä nomme l'atmosphère comme l'objectif central de la musique. Tous les autres aspects sont uniquement destinés à soutenir l'atmosphère souhaitée. Malgré l'achèvement du processus d'enregistrement et la conception graphique complète de l'album sans aucune difficulté, il n'est pas sorti depuis longtemps. Certains décrivent les problèmes avec le partenaire contractuel comme étant la cause du retard à long terme. Après avoir terminé les enregistrements et avant la sortie de l'album, le groupe a décidé de se dissoudre. Sirkiä décrit la dissolution comme une conséquence de l'impression qu'il avait achevé le projet. D'ailleurs, il évoque le fait que le groupe est devenu de plus en plus fatigué de jouer du metal.

## Liste des titres
| 1.    | Everlasting                          | 6:07 |
| 2.    | Yet the Watchers Guard               | 8:56 |
| 3.    | The Unknown Kadath in the Cold Waste | 3:49 |
| 4.    | Elemental                            | 9:18 |
| 5.    | Who Rides the Astral Wings           | 7:56 |
| 6.    | Crying Blood + Crimson Snow          | 4:42 |
| 40:48 |                                      |      |

## Personnel
Thergothon
- Niko Sirkiä – voix, claviers
- Mikko Ruotsalainen – guitare
- Jori Sjöroos – batterie

## Production
- Produit par Thergothon
- Enregistré, conçu, mixé et masterisé par Markus Patrikainen